# Bear Creek, Quận Outagamie, Wisconsin
Bear Creek là một làng thuộc quận Outagamie, tiểu bang Wisconsin, Hoa Kỳ. Năm 2006, dân số của làng này là 415 người.